# Kimia Alizadeh
Kimia Alizadeh Zonouzi (persiska: کیمیا علیزاده زنوزی; född 10 juli 1998 i Karaj), är en iransk taekwondoutövare som tävlar för Bulgarien. Hon blev den första iranska kvinnliga OS-medaljören under Olympiska sommarspelen 2016 genom att ta brons i de olympiska taekwondotävlingarna.
I januari 2020 tillkännagav Alizadeh att hon kommer att lämna Iran och flytta permanent till Europa. Hon uppgav att anledningen är att hon är en "av miljoner förtryckta kvinnor i Iran." Hon ville inte tävla för Iran i Olympiska sommarspelen 2020, och övervägde vilket land hon ville representera.
Vid OS 2020 tävlade hon för flyktinglaget, och vid OS 2024 var hon uttagen att tävla för Bulgarien.

## Tidigt liv
Alizadeh föddes i Karaj 10 juli 1998. Hennes familj är iranska azerier. Hennes far är från Zonūz nära Tabriz och hennes moder från Ardabil.

## Karriär
Alizadeh vann en guldmedalj i Olympiska sommarspelen för ungdomar 2014 i Nanjing, för kvinnor 63 kg. Vid världsmästerskapen 2015 tog hon en bronsmedalj, genom att besegra Jade Jones – guldmedaljör vid Olympiska sommarspelen 2012 och 2016. Vid världsmästerskapen i Taekwondo 2017 tog hon en silvermedalj. 
Alizadeh tog OS-brons i fjäderviktsklassen i samband med de olympiska taekwondotävlingarna 2016 i Rio de Janeiro, genom att besegra den svenska idrottaren Nikita Glasnovic. Därigenom blev hon den första iranska kvinna någonsin att ta en medalj i de olympiska sommarspelen.

## Exil
10 januari 2020 tillkännagav Alizadeh att hon lämnar sitt födelseland, på grund av växande kritik mot den iranska regimen. Hon tänker inte tävla för Iran i olympiska sommarspelen 2020, och överväger vilket land hon ska representera. Hon skrev ett inlägg på Instagram där hon förklarar att hon hoppar av på grund av kvinnors rättigheter i Iran, och konstaterar att hon är en "av miljoner förtryckta kvinnor i Iran." Abdolkarim Hosseinzadeh, ledamot av Irans parlament, anklagade "inkompetenta tjänstemän" för att få Irans humankapital att fly.
Flera ledande iranska idrottsmän hade under månaderna innan hennes avhopp tillkännagett att de skulle sluta representera – eller fysiskt lämna – Iran. Saeid Mollaei, världsmästare i Judo, lämnade i september 2019 Iran för Tyskland, efter att iranska tjänstemän ska ha försökt pressa honom till att avsiktligt förlora en match för att inte behöva tävla mot israeler. Irans främsta schackspelare, Alireza Firouzja, bestämde sig i december 2019 för att sluta tävla för Iran på grund av Irans informella förbud mot att tävla mot israeliska spelare. Den internationella iranska fotbollsdomaren Alireza Faghani lämnade Iran för Australien 2019.